# Nkhata Bay (dystrykt)
Nkhata Bay – jeden z 28 dystryktów Malawi, w Regionie Północnym. Według danych z 2008 roku populacja dystryktu wynosiła 285 795 osób.

## Sąsiednie dystrykty
- Nkhotakota – południe
- Mzimba – zachód
- Rumphi – północ